# UCI Asia Tour 2007
Dit is een overzichtspagina met de winnaars van de belangrijkste UCI Asia Tour wedstrijden in 2007. Deze begon op 22 oktober 2006 met de Japan Cup en eindigt op 30 september 2007 na het wereldkampioenschap wielrennen in Stuttgart, Duitsland. De wedstrijden zijn opgedeeld in drie categorieën: .HC, .1 en .2

## Uitslagen
2005 · 
2006 · 
2007 · 
2008 · 
2009 · 
2010 · 
2011 · 
2012 · 
2013 · 
2014 ·
2015 ·
2016 ·
2017 ·
2018 ·
2019 ·
2020 ·
2021 ·
2022 ·
2023 · 
2024 · 
2025
Belangrijkste wedstrijden

Ronde van Hainan · Japan Cup · Ronde van Sharjah · Ronde van het Taihu-meer · Ronde van Fuzhou · Ronde van Dubai · Ronde van Qatar · Ronde van Oman · Ronde van Langkawi · Ronde van Taiwan · Ronde van Iran · Ronde van Japan · Ronde van Korea · Ronde van het Qinghaimeer · Ronde van China I · Ronde van China II · Ronde van Almaty